# Bunkerji v Albaniji
Bunkerji v Albaniji so vseprisoten pomnik v državi, saj stoji povprečno 5,7 bunkerja na vsak kvadratni kilometer. Bunkerji (albansko bunkerët) so bili zgrajeni med komunistično vladavino Enverja Hoxhe med letoma 1967 in 1986, ko je bilo po državi zgrajenih 173.371 betonskih bunkerjev.
Program Hoxheve »bunkerizacije« (bunkerizimi) je povzročil gradnjo bunkerjev v vseh kotičkih takratne Ljudske socialistične republike Albanije, od gorskih prelazov do mestnih ulic. V letih, ko je državo vodil Hoxha, niso bili nikoli uporabljeni za predvideni namen. Stroški njihove gradnje so načeli albanske finančne vire in jih odvrnili od nujnejših potreb, kot so reševanje pomanjkanja stanovanj v državi in slabe ceste.
Po propadu komunizma leta 1990 se je začelo opuščanje bunkerjev. Večina jih je zdaj zapuščenih, čeprav so bili nekateri ponovno uporabljeni za različne namene, vključno s stanovanjskimi nastanitvami, kavarnami, skladišči in zavetišči za živali ali brezdomce. Nekaj  primerkov je bilo kratko v uporabi v državljanski vojni v 1990-ih.

## Ozadje
Od konca druge svetovne vojne do svoje smrti aprila 1985 je Enver Hoxha zasledoval politiko trdega stalinizma z elementi maoizma. Pretrgal je stike s Sovjetsko zvezo, potem ko se je Nikita Hruščov lotil svojega reformističnega programa, in leta 1968 v znak protesta zaradi invazije Varšavskega pakta na Češkoslovaško umaknil Albanijo iz Varšavskega pakta. Razšel se je tudi s Kitajsko po obisku ameriškega predsednika Richarda Nixona leta 1972 na Kitajskem.
Njegov režim je bil sovražen tudi do neposrednih sosedov. Albanija ni končala vojne z Grčijo, ki je ostala od druge svetovne vojne, vse do leta 1987 – dve leti po smrti Hoxhe – zaradi sumov o grških ozemeljskih težnjah na jugu Albanije in zaradi članstva Grčije v zvezi NATO.
Do Jugoslavije je bil Hoxha sovražen zaradi zmernejše komunistične vlade Josipa Broza Tita, obtožujoč Titovo vlado, da je ohranila »protimarksističen in šovinističen odnos do naše partije, naše države in našega naroda«. Trdil je, da je Tito nameraval priključiti Albanijo kot sedmo republiko Jugoslavije, ter kritiziral ravnanje jugoslovanske vlade z etničnimi Albanci na Kosovu in trdil, da »jugoslovanski voditelji tam izvajajo politiko iztrebljanja«.
Albanija je sicer ohranjala nekaj povezav z zunanjim svetom, trgovala je z nevtralnimi državami, kot sta Avstrija in Švedska, in vzpostavila povezave čez Jadransko morje s svojo nekdanjo napadalko Italijo. Vendar je skromno sprostitev domačega nadzora Hoxha leta 1973 okrnil s ponovnim valom represije in čistkami proti posameznikom, mladim in vojakom, za katere se je bal, da bi lahko ogrozili njegovo oblast nad državo. Leta 1976 je bila uvedena nova ustava, ki je povečala nadzor delavske stranke nad državo, omejila zasebno lastnino in prepovedala tuja posojila. Država je potonila v desetletje paranoične izolacije in gospodarske stagnacije in je bila praktično odrezana od zunanjega sveta.

## Vojaška doktrina
Od leta 1967 in vse do leta 1986 je albanska vlada izvedla politiko bunkerizacije, ki je pomenila gradnjo več kot sto tisoč bunkerjev po vsej državi. Zgrajeni so bili na vseh mogočih lokacijah, od plaž in gora, v vinogradih in pašnikih, v vaseh in mestih, tudi na negovanih tratah najboljšega albanskega hotela. Hoxha je predvideval, da se bo Albanija borila v dvostranski vojni proti napadu Jugoslavije, Nata ali Varšavskega pakta, ki bo vključeval hkratni napad do enajstih sovražnih letalskih divizij. Kot je dejal, »če bomo samo za trenutek oslabili svojo budnost ali za odtenek zmanjšali boj proti našim sovražnikom, bodo takoj udarili kot kača, ki ugrizne in vbrizga svoj strup, preden se tega zavedate«.
Albanska vojaška doktrina je temeljila na konceptu ljudske vojne, ki temelji na izkušnjah albanskega upora med drugo svetovno vojno, ki ga je vodil Hoxha. Albanija je bila edina evropska država, ki se ji je uspelo osvoboditi brez direktne pomoči tujih čet (čeprav so partizani imeli korist od velikih količin orožja, ki so jih zagotovili zavezniki in okoliških osvobodilnih gibanj, zlasti jugoslovanskih partizanov). Zmago albanskih partizanov je množično mitologiziral Hoxhev režim, ki je svoje vojaške uspehe uporabil za legitimiranje svoje vladavine. Albanska ljudska armada je temeljila na partizanskih izkušnjah in zlasti pehotnih enotah; 75 odstotkov rednih sil in 97 odstotkov rezervistov je bilo zaposlenih v pehoti.
Strategija partizanov je bila gorsko gverilsko vojskovanje, s katerim so se zatekli v gore in sprožali racije v manj branljive nižine. V nasprotju s tem je Hoxha želel braniti celovitost in suverenost Albanije »za vsako ceno«, kar je zahtevalo tudi obrambo nižin. Bunkerji so bili zato namenjeni vzpostavljanju obrambnih položajev po vsej državi. Manjši so bili postavljeni v linijah, žarkasto razporejenih okoli velikega komandnega bunkerja, ki je imel stalno posadko. Poveljniki velikih bunkerjev bi komunicirali s svojim nadrejenim po radiu in s člani manjših bunkerjev s pomočjo vizualnih signalov, ki jih je bilo mogoče videti skozi reže .
Režim si je intenzivno prizadeval tudi za militarizacijo civilistov. 800.000 ljudi od približno treh milijonov prebivalcev je na nek način služilo obrambi, od rednih oboroženih sil in rezerv do enot civilne zaščite in študentskih oboroženih mladinskih enot. Številni sektorji vlade, državna podjetja in javne službe so bili tudi del obrambe, kar pomeni, da je bilo skoraj celotno prebivalstvo na tak ali drugačen način vključeno v področje državnega obrambnega načrtovanja. Od tretjega leta naprej so Albance učili, da morajo biti »pozorni do sovražnika znotraj in zunaj«, propagandne parole pa so nenehno poudarjale potrebo po budnosti.
Državljani so se od 12. leta dalje usposabljali tako, da so se postavili v najbližji bunker in odganjali napadalce. Lokalne partijske celice so organizirale družine za čiščenje in vzdrževanje lokalnih bunkerjev, vaje civilne zaščite so potekale vsaj dvakrat mesečno in trajale do tri dni, v katerih so civilistom vojaške starosti obeh spolov izdajali puške (vendar brez streliva).
Pripadniki mladih pionirjev, komunističnega mladinskega gibanja, so bili usposobljeni za obrambo pred zračnimi napadi tako, da so v krošnje dreves pritrjevali koničaste predmete, ki bi onemogočili pristanek tujim padalcem. Kljub militarizaciji prebivalstva je bil albanski obrambni sistem zelo neučinkovit in je le malo upošteval resnične obrambne potrebe države; vadba je bila minimalna, goriva in streliva je bilo malo, uniforme in oprema slabe kakovosti, orožje je bilo starinsko, vojska pa ni imela ustreznega sistema poveljevanja in nadzora.

## Gradnja
- Trojna serija" povezanih bunkerjev Qender Zjarri v obali Himare na jugu Albanije
- Veliki bunker Pike Zjarri na meji med Albanijo in Makedonijo

Bunkerji so bili zgrajeni iz betona, jekla in železa in so bili v velikosti od eno- ali dvoosebnih boksov s strelnimi linami do velikih podzemnih jedrskih zaklonišč za vodstvo in člane stranke. Najpogostejša vrsta bunkerja je majhna betonska kupola, postavljena v tla, s krožnim tlorisom, ki sega v tla ravno dovolj, da lahko v notranjosti stojita ena ali dve osebi. Tovrstni bunkerji, znani kot Qender Zjarri ('strelna pozicija') ali QZ-bunkerji, so bili montažni in prepeljani na končne položaje, kjer so bili sestavljeni. Sestavljeni so iz treh glavnih elementov: polsferna betonska kupola s premerom 3 m s strelno režo, votli cilinder za podporo kupole in zunanja stena s polmerom 60 cm večjim od valja. Vrzel med jeklenko in zunanjo steno je bila napolnjena z zemljo.
Na različnih krajih ob obali so zgradili veliko število bunkerjev QZ v skupinah po tri, ki so bili med seboj povezani z montažnim betonskim predorom. Drugod so bili zgrajeni bunkerji v skupinah okoli strateških točk po državi ali v linijah okoli območja. Tirana je bila še posebej močno branjena, saj je na tisoče bunkerjev izžarevalo v petdesetih koncentričnih krogih po mestu.
Bunker QZ je zasnoval vojaški inženir Josif Zagali, ki je med drugo svetovno vojno služboval pri partizanih in se po vojni šolal v Sovjetski zvezi. Opazoval je, kako utrdbe v obliki kupole praktično ne prepuščajo topniškega ognja in bomb, ki so se preprosto odbile od kupole. Svoje znanje je uporabil za oblikovanje vseprisotnih bunkerjev v obliki kupole. Hoxha je bil sprva navdušen nad zasnovo in je zgradil več tisoč Zagalijevih bunkerjev.
Sam Zagali je napredoval v čin polkovnika in postal glavni inženir albanskega obrambnega ministrstva. Vendar je paranoja Hoxhe povzročila, da so leta 1974 Zagalija odstranili in ga za osem let zaprli zaradi lažnih obtožb o sabotaži kot tuj agent. Njegovi ženi se je zmešalo, družini so prijatelji in znanci izogibali, hči je umrla zaradi raka dojke. Zagali je pozneje dejal, da je bila »boleča in tragična usoda ne samo zame in mojo družino, ampak tudi za tisoče in tisoče takih družin v Albaniji, ki so doživeli diktaturo Enverja Hoxhe«. Njegove izkušnje so pozneje uporabili kot osnovo filma Kolonel Bunker, albanskega režiserja Kujtima Çashkuja.

### Vodenje in nadzor bunkerjev
Bunkerji za vodenje in nadzor, znani kot Pike Zjarri ('strelno mesto') ali PZ-bunkerji, so bili prav tako montažni in sestavljeni na mestu. So veliko večji in težji od bunkerjev QZ, s premerom 8 metrov. Izdelani so iz serije betonskih rezin, vsaka tehta osem ali devet ton, ki so jih betonirali skupaj na mestu, da so tvorili blokado kupole. Popolnoma sestavljeni tehtajo od 350 do 400 ton.

### Veliki bunkerji in predori
Obstajala je tudi tretja kategorija večjih posebnih struktur za strateške namene. Največji so bili bunkerji kot predori v gorah. V kraju Linza v bližini glavnega mesta Tirane je bilo zgrajeno omrežje predorov, dolgih približno 2 kilometra, da bi zaščitili pripadnike notranjega ministrstva in Sigurimija (tajne policije) pred jedrskim napadom. Drugod so zgradili na tisoče kilometrov predorov, v katerih so bile shranjene politične, vojaške in industrijske dobrine. Albanija naj bi bila po Severni Koreji najbolj prevotlena država na svetu. Predori so bili zgrajeni v pogojih velike tajnosti. Inženirskim skupinam ni bilo dovoljeno videti gradnje do konca in so jih mesečno menjavali od mesta do mesta.

## Učinek
Program bunkerizacije je močno izčrpaval šibko albansko gospodarstvo. Sama gradnja montažnih bunkerjev je stala približno dva odstotka neto družbenega produkta, skupno pa so bunkerji stali več kot dvakrat več kot Maginotova linija v Franciji in so porabili trikrat več betona. Program je sredstva preusmeril stran od drugih oblik razvoja, kot so ceste in stanovanjske stavbe. V povprečju naj bi vsak stal toliko kot dvosobno stanovanje, sredstva, uporabljena za gradnjo, pa bi zlahka odpravila kronično pomanjkanje stanovanj v Albaniji. Po besedah Josifa Zagalija je gradnja dvajsetih manjših bunkerjev stala toliko, kot bi stala gradnja kilometra ceste. Imela je tudi človeške žrtve; pri gradnji bunkerjev je na leto umrlo 70–100 ljudi. Poleg tega so bunkerji zasedli in omejevali veliko območje njivskih površin.
Bunkerizacija države je imela učinke, ki so presegli njihov vseprisotni fizični vpliv na pokrajino. Stranka je bunkerje predstavila kot simbol in praktično sredstvo za preprečevanje podrejanja Albanije tujim silam, nekateri pa so nanje gledali kot na konkreten izraz Hoxheve politike izolacionizma. Nekateri Albanci so jih videli kot zatiralski simbol zastraševanja in nadzora. Ismail Kadare je bunkerje uporabil v svojem romanu iz leta 1996 Piramida, da bi simboliziral brutalnost in nadzor Hoxhevega režima, medtem ko je Çashku bunkerje označil za »simbol totalitarizma« zaradi »izolacijske psihologije«, ki so jo predstavljali. Trdili so, da je bil program bunkerizacije oblika »vzorčne gradnje velikega obsega«, ki »ima disciplinski potencial kot sredstvo za seznanjanje prebivalstva z določenimi pravili«. Ksenofobija režima je povzročila obleganje miselnosti in občutek nenehne nujnosti.
Hoxheva strategija ljudske vojne je povzročila tudi trenja z albansko vojsko. Bunkerji niso imeli posebne vojaške vrednosti v primerjavi s konvencionalno opremljeno in organizirano poklicno vojsko. Kot je dejal eden od komentatorjev, »Kako dolgo bi lahko v bunkerju zdržal en človek? Kako bi lahko oskrbovali posamezne bunkerje? Kako bi medsebojno komunicirali?« General Beqir Balluku, obrambni minister in član politbiroja, je v govoru iz leta 1974 javno kritiziral sistem bunkerjev in oporekal Hoxhevi trditvi, da Albanijo enako ogrožajo ZDA in Sovjetska zveza. Trdil je, da Albanija potrebuje sodobno, dobro opremljeno poklicno vojsko in ne slabo usposobljene in opremljene civilne milice. Hoxha je odgovoril z aretacijo Ballakuja, ki ga je obtožil, da je kitajski agent in da je pripravljal vojaški udar. Generala z njegovimi sodelavci so poimenovali »nadizdajalec Ballaku«, obsodili in kaznovali po »zakonih diktature proletariata« – kar pomeni, da so bili usmrčeni.
V čistkah leta 1974 so bile zaprte tudi številne druge vojaške osebnosti, vključno z oblikovalcem bunkerjev Josifom Zagalijem. Z uvedbo nove ustave dve leti pozneje je Hoxha absolutno nadziral vojsko, tako da se je imenoval za poveljnika Albanske ljudske armade in predsednika obrambnega sveta.

## Po Hoxhi
Program bunkerizacije se je ustavil kmalu po Hoxhevi smrti leta 1985, vendar so bila albanska mesta in podeželje posejani z množico obrambnih bunkerjev. Ti še vedno prevladujejo v albanski pokrajini.
Nekateri so bili odstranjeni, zlasti v mestih, na podeželju pa so večino bunkerjev preprosto opustili. Nekateri so bili ponovno uporabljeni kot stanovanje za živali ali kot skladišča; drugi so bili zaradi stroškov odstranjevanja preprosto zapuščeni.
Zaradi skrajne tajnosti komunističnega režima je albanskim postkomunističnim vladam primanjkovalo informacij o tem, kako so bili uporabljeni bunkerji ali celo, koliko jih je bilo zgrajenih. Leta 2004 so albanski uradniki odkrili pozabljeno zalogo 16 ton iperita in drugega kemičnega orožja v nezavarovanem bunkerju le 40 kilometrov od Tirane. Vlada ZDA je Albaniji poslala 20 milijonov ameriških dolarjev za uničenje orožja. V drugih krajih so zapuščeni bunkerji postali smrtna nevarnost. Samo leta 2008 se je vsaj pet dopustnikov utopilo, ko so jih ujeli vodni tokovi, ki so jih ustvarili vodni tokovi okoli bunkerjev, ki so se spustili v morje. Albanska vojska je izvajala programe odstranjevanja bunkerjev vzdolž obale in jih vlekla iz tal z modificiranimi tanki tipa 59.
Čeprav bunkerji nikoli niso bili uporabljeni v resničnem spopadu v času vladavine Hoxhe, so nekateri našli uporabo v nemirih, ki so izbruhnili v 1990-ih. Med albansko državljansko vojno so meščani Sarande na jugu Albanije zaradi bojev med vladnimi vojaki in uporniki zasedli položaje v bunkerjih po mestu. Po izbruhu vojne na Kosovu leta 1999 so obmejne vasi v Albaniji večkrat granatirale srbske topniške baterije z bližnjega Kosova, lokalni prebivalci pa so bunkerje uporabili za zavetje pred granatiranjem.
Kosovski albanski begunci so uporabili bunkerje kot začasna zavetišča, dokler jih agencije za pomoč niso prestavile v šotorska taborišča. Natove enote, nameščene v Albaniji, so preselile na desetine bunkerjev, da so utrdile svojo bazo v Kukësu. Osvobodilna vojska Kosova jih je med vojno na Kosovu uporabljala tudi kot obrambne položaje, čeprav to ni bilo brez tveganj. Vsaj enkrat so bunkerje vzdolž albanske meje s Kosovom pomotoma bombardirala Natova letala.
Zaradi pomanjkanja stanovanj po padcu komunističnega režima leta 1990 so si nekateri Albanci uredili domove v zapuščenih bunkerjih, čeprav je pomanjkanje tekoče vode in sanitarij pomenilo, da je območje okoli naseljenih bunkerjev kmalu postalo onesnaženo in nezdravo. Kar nekaj bunkerjev je našlo bolj kreativne namene. V obalnem mestu Drač je en bunker na plaži preurejen v restavracijo Bunkeri, drug bunker v Gjirokastru pa je bil spremenjen v kavarno.
Obstajajo različni predlogi, kaj storiti z njimi: ideje vključujejo pečice za pice, sončne zbiralnike, čebelnjake, gojilnice gob, projekcijske prostore za avtomobilski kino, koče na plaži, cvetlična korita, mladinska prenočišča in kioske. Nekateri Albanci so se bunkerjev lotili za bolj romantične namene; v državi, kjer je še pred kratkim primanjkovalo avtomobilov, so bili priljubljeni kraji za ljubitelje seksanja. Kot pravi potopisec Tony Wheeler, se »albansko devištvo izgubi v Hoxhevem bunkerju tako pogosto, kot je bilo nekoč ameriško devištvo izgubljeno na zadnjih sedežih avtomobilov«.
Novembra 2014 je bilo kot petzvezdična turistična atrakcija in umetniška razstava odprto jedrsko zavetje, zgrajeno blizu Tirane. V velikem bunkerju je muzej z eksponati iz druge svetovne vojne in komunističnega obdobja .
Albanski bunkerji so celo postali simbol za državo. Držala za svinčnike in pepelniki v obliki bunkerjev so postali najbolj priljubljen turistični spominek. Eno takih linij spominkov z bunkerji so promovirali s sporočilom kupcem: »Lep pozdrav iz dežele bunkerjev. Domnevamo, da si ne morete privoščiti nakupa velikega«. 